# Mecel
Mecel är ett mjukvaru- och systemkonsultbolag- specialiserat på fordonsindustrin. Företaget har kontor i Göteborg och har cirka 120 anställda. 
Mecel grundades i Åmål 1982 av Hasse Johansson, sedermera teknikchef på Scania, och Jan Nytomt. Mecel blev uppköpt av Saab-Scania Combitech Group 1982 och när General Motors köpte personbilsverksamheten 1990 följde Mecel med dit. När GM sedermera knoppade av underleverantörsveksamheten 1997 och skapade bolaget Delphi Corporation blev Mecel ett helägt dotterbolag till Delphi. 2017 upplöstes bolaget efter sammanslagning med Delphi Automotive Systems Sweden Aktiebolag.
Från år 2000 har Göteborg organisatoriskt varit Mecels huvudkontor. 2006 avyttrades verksamheten i Åmål. 2010 omsatte bolaget 110,1 Mkr. I augusti 2011 ersatte Henrik Häggström Kent-Eric Lång som VD, Lång var VD under åren 2000 - 2011.